# Eri Kawai
Eri Kawai (河井 英里 Kawai Eri?) (Tokio, Japón, 8 de mayo de 1965 – 4 de agosto de 2008) fue una cantante y compositora de música para series de Animé,música pop, música clásica y Música Global Japonesa de Tokio Japón.Graduada en la Universidad Nacional de Bellas Artes y Música de Tokio.

## Discografía
- Wāzu Wāsu Bōken, Sacado el 17 de mayo de 1996.
- Ao ni Sasageru, Sacado en 1997.
- Prayer, Sacado el 25 de abril de 2001.
- Animage, Sacado el 22 de noviembre de 2001.
- Animage 2, Sacado el 2 de marzo de 2002.
- Madoromi no Rinne, Sacado el 2 de junio de 2006.
- Himawari , salido el 24 de diciembre de 2008.

## Colaboraciones en Series, películas de anime y videojuegos
- AIR (película): Tema de la película
- ARIA : The Animation: Tema intermedio y letra del Opening.
- ARIA : The Natural: letra del Opening
- ARIA : The Natural: letra del Opening
- ARIA : The Natural: letra del Ending
- Bamboo Blade: letra del Opening y Ending de la serie.
- Sketchbook full colors:  Interpretación del Ending 2
- Tales of Symphonia: The Animation (OVA): Interpretación del opening
- Strange Dawn: Interpretación de los Openings de la serie.
- Utawarerumono (serie): Interpretación del Ending 1 de la serie.
- Yakuza (videojuego): interpretación del tema Amazing Grace en los créditos finales.

## Fallecimiento
Murió a causa de un cáncer de hígado el 4 de agosto de 2008 que un mes antes la obligó a suspender un concierto que tenía programado para el 10 de julio sobre las horas de la tarde en un hospital en Tokio.